# Провулок Миколи Калашника
Провулок Мико́ли Кала́шника — провулок в Черкасах.

## Розташування
Провулок короткий і простягається у південно-східному напрямку. Починається він від вулиці Гуржіївської, перетинає вулицю Кривалівську і проходить до вулиці В'ячеслава Чорновола.

## Опис
Провулок не заасфальтований. Забудований лише приватними будинками від 1 до 53 та від 2 до 46 номера.

## Походження назви
Провулок був утворений 1941 року і названий на честь Рози Люксембург. Під час окупації міста німецькими військами в часи другої світової війни провулок тимчасово називався Кулішовим, на честь Пантелеймона Куліша. Після декомунізації провулок був названий на честь українського солдата, учасника війни на Донбасі, уродженця Черкас Миколи Калашника.